# Dynastie Barakzai

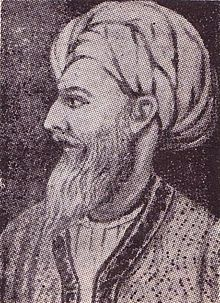
Portrait de Sardar Payendah Khan Barakzai (auteur inconnu)

La 'dynastie Barakzai, « Barakzai » signifie « fils de Barak », est le nom donné par les auteurs européens à la dynastie des Mohammadzaï. 
Les Mohammadzaï sont la branche aînée du clan des Barakzaï, d'où l'appellation de Barakzaï à cette dynastie, et ont été une des tribus influentes des Durrani (Abdali) de Kandahar et de Hérat, dont leur chef Payenda Khan était devenu Premier ministre influent du roi Saddozaï-Durrani Zaman Shah, la popularité de ce dernier contraria le roi qui l'emprisonna et le fit exécuter. D'où le ralliement du clan au demi-frère du roi alors gouverneur d'Hérat, Mahmoud Shah.
Les Barakzaï ont gouverné l'Afghanistan de 1823 à 1973 lorsque la monarchie prit fin, sous Mohammad Zahir Shah. La dynastie Barakzai a été établie par Dost Mohammad Khan après que la dynastie Durrani de Ahmad Shah a été évincée du pouvoir.
Durant ce règne, l'Afghanistan a vu beaucoup de ses territoires conquis par les Britanniques au sud et à l'est, par les Perses à l'ouest et par la Russie au nord. Il y eut aussi plusieurs conflits en Afghanistan, y compris les trois grandes guerres anglo-afghanes et la guerre civile de 1929.

## Membres

### Monarques
- Sultan Mohammed Khan Telai (1823-1826)
- Dost Mohammad Khan (1826 — août 1839)
- la régence du Vizir Akbar Khan (1842) & de Nawab Mohammad Zaman Khan (en attendant le retour et libération de l'émir Dost Mohammad Khan à la chute du dernier Saddozai, Chah Chodja)
- Dost Mohammad Khan (1842 — 9 juin 1863)
- Sher Ali Khan (12 juillet 1863 — 5 mai 1866)
- Mohammad Afzal Khan (5 mai 1866 — 7 octobre 1867)
- Mohammad Azam Khan (7 octobre 1867 - 21 février 1868)
- Sher Ali Khan (21 février 1868 — 21 février 1879)
- Mohammad Ya'qub Khan (21 février 1879 — 28 octobre 1879)
- Abdur Rahman Khan (11 août 1880 — 3 octobre 1901)
- Habibullah Khan (3 octobre 1901 — 20 février 1919)
- Nasrullah Khan (21 février 1919 - 27 février 1919) (se proclama roi à Djalalabad)
- Amanullah Khan (28 février 1919 — 14 janvier 1929)
- Inayatullah Shah (14 janvier 1929 — 17 janvier 1929)
- Mohammad Nadir Shah (17 octobre 1929 — 8 novembre 1933)
- Mohammad Zaher Shah (8 novembre 1933 — 17 juillet 1973)

### Prétendants au trône d'Afghanistan
- Mohammad Zaher Shah (17 juillet 1973 - 23 juillet 2007)
- Ahmad Shah Zaher (23 juillet 2007 - 4 juin 2024)
- Mohammad Zaher Shah (depuis le 4 juin 2024)

## Arbre généalogique
- Payanda Khan
  - Sultan Mohammad Khan (en) (mort en 1838)
    - Yahya Khan
      - Mohammad Yusuf Khan
        - Mohammez Aziz Khan (de) (1877-1933)
          - Mohammad Daoud Khan (1909-1978)

        -  Mohammad Nadir Shah (1883-1933), roi (1929-1933)
          -  Mohammad Zaher Shah (1914-2007), roi (1933-1973)
          - Zamina Begum (1917-1978) ép. Mohammad Daoud Khan

        - Mohammad Hashim Khan (en) (1886-1953)
        - Shah Mahmud Khan (1887-1959)

  -  Dost Mohammad Khan (1792-1863), émir (1823-1839, 1845-1863)
    -  Mohammad Afzal Khan (1811-1867), émir (1865-1867)
      -  Abdur Rahman Khan (1840/1844-1901), émir (1880-1901)
        -  Habibullah Khan (1872-1919), émir (1901-1919)
          -  Inayatullah Khan (1888-1946), émir (1929)
          -  Amanullah Khan (1892-1960), émir puis roi (1919-1929)

        -  Nasrullah Khan (1874/1875-1920), émir (1919)

    -  Wazir Akbar Khan (1816-1847), émir (1842-1845)
    -  Mohammad Azam Khan (1818-1869), émir (1867-1868)
    -  Sher Ali Khan (1825-1879), émir (1863-1865, 1868-1879)
      -  Mohammad Yaqoub Khan (1849-1923), émir (1879)
      -  Mohammad Ayyoub Khan (1857-1914), émir (1879-1880)

  - Rahim del-Khan
    - Ghulam Muhammad Tarzi (en) (1830-1900)
      - Mahmoud Tarzi (1865-1933)
        - Soraya Tarzi (1899-1968) ép. Amanullah Khan

## Pour approfondir